# Marshallkreek
Marshallkreek – miasto w Surinamie, w dystrykcie Brokopondo. Według danych z 2004 miasto zamieszkiwane było przez 1001 osób.